# Пикарди, Ева
Ева Пикарди (итал. Eva Picardi, 1948, Реджо-ди-Калабрия, Калабрия — 2017, Болонья) — итальянский философ. Пикарди внесла вклад в аналитическую философию и лингвистику.

## Ранние годы и образование
Пикарди окончила Болонский университет в 1970 году под руководством Альберто Паскинелли. В 1984 году она получила докторскую степень в Сомервиль-колледже в Оксфорде под руководством Майкла Даммета, защитив диссертацию об утверждении и правде. Она училась в Эрлангене/Нюрнберге в качестве стипендиата фон Гумбольдта и работала приглашённым профессором в Хельсинкском университете в 1986 году и в Университете Билефельда. В 2009 году Пикарди была приглашённым научным сотрудником в All Souls College Оксфордского университета.

## Профессиональная карьера
Она была членом редколлегий журналов «Lingua e stile», «European Journal of Philosophy», «Iride», «Журнала истории аналитической философии», «Новой серии по истории аналитической философии». Она была президентом Итальянского общества аналитической философии с 2000 по 2002 год. Пикарди была директором, а затем главным исследователем Cogito, Исследовательского центра философии и членом Болонской академии наук.
В 2009 году она была приглашённым научным сотрудником All Souls College в Оксфорде. Она переводила посмертные сочинения Готлоба Фреге и другие сочинения . Она сыграла центральную роль в распространении аналитической философии в Италии благодаря переводу и редактированию работ современных философов, таких как Дональд Дэвидсон, Пол Грайс, Хилари Патнэм и Майкл Дамметт, для которых она редактировала итальянское издание «Логической основы метафизики». У Пикарди было интеллектуальное партнёрство с Майклом Дамметом. Она перевела и отредактировала его лекции об истоках аналитической философии, которые предшествовали публикации оригинальной книги. Она помогла Даммету найти место для игры в Тарокки в старом стиле в Болонье, что имело отношение к интересам Даммета к таро во многих книгах на эту тему.
Ева Пикарди оставила после себя ряд учёных, которые учились вместе с ней и сейчас преподают в Италии, Англии, Финляндии и США. Она работала с философскими фигурами в современной философии языка, и её работы цитировались известными философами, включая Дональда Дэвидсона, Сола Крипке и Майкла Даммета. Она публиковалась в Deutsche Zeitschrift für Philosophie Zweimonatsschrift der internationalen philosophischen Forschung, European Journal of Philosophy, Grazer Philosophischen Studien, History and Philosophy of Logic, Poznan Studies in the Philosophy of the Sciences and the Humanities, Synthese.